# Schneewittchen muss sterben
Schneewittchen muss sterben (Verweistitel Schneewittchen muss sterben – Ein Taunuskrimi) ist ein deutscher Fernsehfilm von Manfred Stelzer aus dem Jahr 2013. Die Literaturverfilmung basiert auf Motiven des gleichnamigen Romans von Nele Neuhaus und ist die erste Folge der Krimiserie Der Taunuskrimi. Als Ermittlergespann agieren Tim Bergmann und Felicitas Woll. Die Haupt-Gastrollen der Eröffnungsfolge sind mit Vladimir Burlakov, Ulrike Kriener, Florian Bartholomäi in einer Doppelrolle, Anna Unterberger, Sarah Horváth, Brigitte Karner, Julian Weigend und Michael Schenk besetzt.

## Handlung
Tobias Sartorius wird nach Verbüßung einer Strafe von sieben Jahren aus dem Gefängnis entlassen und fährt mit dem Bus zurück in sein Heimatdorf Altenhain, wo man ihm mit Misstrauen und Argwohn begegnet. Schließlich soll Tobias vor acht Jahren nach einer Aufführung des Märchens Schneewittchen die Hauptdarstellerin Stefanie Schneeberger getötet und die Leiche versteckt haben. Als Gregor Lauterbach, der damalige Regisseur des Theaterstücks, Tobias aufsucht, kommt es zu einem Streit zwischen den Männern. Am nächsten Morgen wird die Leiche Lauterbachs an einem Baum hängend im Wald gefunden. Die zuständigen Kriminalbeamten Oliver von Bodenstein und Pia Kirchhoff werden gerufen, um aufzuklären, ob es sich um einen Suizid handelt oder Fremdverschulden im Spiel ist. Schnell macht das Gerücht um die gefundene Leiche im Dorf die Runde, wobei man zuerst glaubt, dass Stefanies Leiche endlich gefunden worden ist. Auch diesmal fällt der Verdacht, etwas mit dem Tod Lauterbachs zu tun zu haben, als Erstes auf Tobias.
Das Ermittlerduo ist bemüht, so viel Menschen zu befragen, wie es nur geht, auch im Hinblick auf das acht Jahre zurückliegende Verbrechen. Es bleibt nicht aus, dass man ihnen unterschiedliche Versionen dessen unterbreitet, was sich an jenem verhängnisvollen Abend vor acht Jahren zugetragen haben soll. Tobias behauptet, dass Gregor sich seinerzeit Stefanie unsittlich genähert habe und sie von ihm geschlagen worden sei, als sie ihn abgewiesen habe. Dabei habe sie sich eine blutige Verletzung zugezogen. Ihr Blut sei dann auf sein Hemd gelangt, als er ihr tröstend habe beistehen wollen. Er selbst habe im Anschluss daran an diesem Abend zu viel Alkohol getrunken und sei am nächsten Morgen mit einem Filmriss aufgewacht, sodass ein Teil dieser Nacht im Dunkel liege. Lars Terlinden, seinerzeit ein Freund von Tobias, hingegen sagt aus, dass Stefanie schon lange von Tobias belästigt worden sei, so auch an diesem Abend. Er sei der jungen Frau hinterhergelaufen und sein angestauter Frust habe sich dann wohl in Gewalt verwandelt.
An dem erneut tatverdächtigen Tobias sind indes zwei Frauen interessiert. Einerseits seine Exfreundin Nadja Bredow, eine ehrgeizige Schauspielerin, die ihn unbedingt zurückhaben will und sich eine gemeinsame Zukunft in mit ihm in Frankfurt am Main vorstellen kann, wo sie inzwischen wohnt, und andererseits Amelie Fröhlich, die erst seit kurzer Zeit im Dorf ist, erst jetzt von dem damaligen Verbrechen erfahren hat und die Nähe von Tobias sucht. Tobias jedoch hat keinerlei Interesse mehr an Nadja. Amelie, die Tobias helfen möchte und die Dorfgemeinschaft immer wieder zu provozieren sucht, kommt für sich zu dem Schluss, dass er jener Stefanie damals nichts angetan hat. So beschließt sie, der Sache selbst auf den Grund zu gehen. Als „Schneewittchen“ verkleidet besucht sie den Gottesdienst und beobachtet die Reaktionen der Dorfbewohner. Thies, der geistig behinderte Zwillingsbruder von Lars Terlinden, erschreckt bei ihrem Anblick so sehr, dass er in den Wald davonstürmt. Amelie findet ihn dort, kann ihn aber nicht beruhigen. Nachdem er erneut davongelaufen ist, wird sie überfallen und verschleppt. 
Eine Suchstaffel der Polizei sowie von Bodenstein und Kirchhoff mit ihrem als Spürhund ausgebildeten Hund nehmen die Suche nach Amelie auf, wobei letztere schließlich von dem Hund auf das parkähnliche Anwesen der Terlindens geführt werden. Dort, wo Thies Terlinden sich einen Garten angelegt hat, stößt man auf ein Gewölbe und dort auf einen Sarg, in dem sich die mumifizierte Leiche Stefanies befindet. Die Aufmachung erinnert an „Schneewittchen“, neben dem Sarg liegt Thies’ aufgeschlagenes Märchenbuch. Oliver von Bodenstein zieht den Psychologen Dr. Horstmann zur Befragung von Thies hinzu und hofft herauszufinden, was damals in jener Mordnacht wirklich passiert ist. Unter Thies’ Sachen findet man ein handgemaltes Bild, das eine Vergewaltigung Stefanies durch Lars zeigt. Bei der Obduktion von Stefanies Leiche finden sich tatsächlich noch Spuren von Lars’ Sperma, sodass sich der Verdacht gegen ihn erhärtet. Es stellt sich heraus, dass nicht Lars es war, der Stefanie getötet hat, sondern dessen Mutter Christine Terlinden. Sie hatte ihren Sohn bei der Vergewaltigung erwischt und wollte Stefanie überreden, den Vorfall zu verschweigen. Ihr Versuch einer Vertuschung hatte jedoch keinen Eindruck auf das sich in einer Ausnahmesituation befindliche Mädchen gemacht, das fest entschlossen war, Lars anzuzeigen, weswegen es sterben musste. Christine Terlinden gesteht die Tat und verrät, wo sie Amelie gefangen hält, sodass zumindest diese befreit werden kann. 
Fest steht inzwischen auch, dass Gregor Lauterbach sich selbst erhängt hat, Thies hatte ihn im Wald entdeckt und den Hocker, auf den er gestiegen war, mit sich genommen. Der depressive Mann wurde von Nadja Bredow mit Fotos erpresst, die zeigten, dass er und Stefanie mehr als Lehrer und Schülerin waren.

## Produktion

### Produktionsnotizen, Drehorte
Mit Schneewittchen muss sterben wurde das vierte Buch der Bodenstein & Kirchhoff-Reihe verfilmt. Es ist das meistverkaufte Buch von Nele Neuhaus, das in mehr als 20 Ländern erschienen ist. Produziert wurde der Film von All in production. In einem Haus am Gimbacher Weg in Kelkheim wurde die Szenen gedreht, die in der Wohnung von Kommissar von Bodenstein spielen. Die Gasthäuser „Zum Schwarzen Ross“ und „Zum Goldenen Hahn“ wurden in Maibach, einem Stadtteil von Butzbach im Wetteraukreis gefunden. Der Ort wurde im Film zu Altenhain umbenannt. Innenaufnahmen aus dem „Schwarzen Ross“ wiederum entstanden im getäfelten Saal einer Gaststätte in Wallrabenstein (Rheingau-Taunus-Kreis). Die Hofheimer Polizeistation ist im Usinger Schloss untergebracht, der altmodische Laden der Mutter eines der ermordeten Mädchen befindet sich im Idsteiner Stadtteil Niederauroff. Schloss Sommerberg in Wiesbaden-Frauenstein wurde zur Villa Terlinden. Im Neuen Rathaus in Wiesbaden wurden in Szenen gedreht, die im hessischen Kultusministerium spielen. Die Gerichtsmedizin befindet sich in der Tannenwaldklinik in Bad Homburg. Außenaufnahmen entstanden vor allem im Hochtaunuskreis, Waldszenen an den Eschbacher Klippen und bei Grävenwiesbach. Pia Kirchhoff reitet übers Hochplateau bei Wehrheim.

### Privates der Ermittler
Pia Kirchhoff trifft bei ihren Ermittlungen auf ihren geschiedenen Ehemann, den Gerichtsmediziner Henning Kirchhoff, der überrascht reagiert. Im Film wird angedeutet, dass Kirchhoff immer noch mit den Folgen einer an ihr begangenen Vergewaltigung zu kämpfen hat und nach wie vor in Behandlung bei dem Psychiater Dr. Horstmann ist. Oliver von Bodenstein muss sich um Sohn und Tochter kümmern, da seine Frau beruflich für längere Zeit in Kalifornien ist. Am Ende der Folge ist sie jedoch überraschend früher zurückgekehrt, als von Bodenstein Kirchhoff noch auf einen Kaffee zu sich nach Hause eingeladen hat. 

### Vorlage
Einen 500 Seiten starken Roman „mit Dutzenden von Handlungssträngen“ könne man natürlich nicht in 90 Minuten packen. Das Drehbuch müsse Szenen „anders gewichten“ und die Geschichte „teilweise neu erzählen“. Man habe natürlich „einiges weggelassen“, aber „so gut wie nichts dazugedichtet“.
Mit Beginn der Ausstrahlung der ersten Folge warb der Sender damit, dass bei der Kripo Hofheim „ein unkonventionelles Duo“ ermittle: Pia Kirchhoff, dargestellt von Felicitas Woll und Oliver von Bodenstein (Tim Bergmann). Weiter hieß es: „Im märchenhaften und mystisch verwunschenen Taunus nähern sich die beiden mit feinem Gespür und Menschenkenntnis den Verdächtigen und ihren Motiven und blicken nicht selten in seelische Abgründe.“ Beide würden sich „mit gekonnter Akribie und manchmal unterschiedlichen Ermittlungsansätzen“ […] „ideal ergänzen“. Von Bodenstein sei Strohwitwer mit zwei pubertierenden Kindern, der „um die Zukunft seiner Ehe“ fürchte, Kirchhoff hingegen kämpfe mit „traumatischen Erinnerungen“, die angesichts ihres ersten Falls wieder da seien.
Dieter Wunderlich schrieb auf seiner Seite, dass die Ermittler Oliver von Bodenstein und Pia Kirchhoff kein harmonisches Ermittlerduo seien, was von der Buchvorlage abweiche.

### Veröffentlichung
Ausgestrahlt wurde der Film am 25. Februar 2013 im ZDF. 
Auf DVD erschien Schneewittchen muss sterben am 26. Februar 2013, herausgegeben von Studio Hamburg Enterprises.
Am 13. Mai 2013 wurde die Verfilmung des ersten Buches von Nele Neuhaus Eine unbeliebte Frau im ZDF ausgestrahlt.

## Rezeption

### Einschaltquote
Bei seiner Erstausstrahlung wurde der Film von 6,76 Mio. Zuschauern gesehen, was einem Marktanteil von etwa 19,7 Prozent entsprach.

### Kritik
TV Spielfilm zeigte mit dem Daumen nach oben, gab für Humor, Anspruch, Action und Erotik je einen von drei möglichen Punkten, für Spannung zwei und zog das Fazit: „Dunkel, grimmig und abgründig.“
Volker Albers bewertete den Film für die Berliner Morgenpost und meinte, die „Spannung im Film“ könne „mit der im Roman nicht mithalten“. Denn „auch wenn sich Nele Neuhaus in ihren Taunus-Krimis gern klischeehaften Personals bedient, wie man Spannung aufbaut, davon versteht die Autorin etwas. Und genau darunter leidet die Fernsehadaption des doch recht komplexen Romans“. Abschließend schrieb Albers, dass der Film „zwangsläufig auf einen Großteil der Handlungsstränge des Romans verzichten“ müsse, „aber doch einen überraschenden Showdown zu bieten“ habe.
Der Autor Dieter Wunderlich verwies darauf, dass dies „keine werkgetreue Verfilmung des gleichnamigen Krimis von Nele Neuhaus“ sei. „Einerseits fehlen zwei Drittel des Romans, andererseits wurden – zum Teil überflüssige – eigene Ideen hinzugefügt“, schrieb Wunderlich weiter, und dass Film und Buch sich „gravierend unterscheiden“ würden. „Schneewittchen muss sterben“, sei „professionell gemacht. Nicht mehr und auch nicht weniger“.

„Nur wenige Handlungsstränge hatten die Filmemacher übernommen, ein paar Grundideen der Geschichte rund um ein verschwundenes Mädchen im kleinen Taunusort Altenhain beibehalten, die Enge der Provinz, wo jeder jeden kennt und ihm zugleich irgendwie misstraut, recht gut nachgezeichnet. Die Täterin ist aber am Ende eine andere als im Buch. Und die Hauptdarsteller haben zwar dieselben Namen, ihre Charaktere sind aber zum Teil brüchig, teils glattgebügelt oder nur holzschnittartig angedeutet. Mit den detailreich gezeichneten Figuren im Roman von Nele Neuhaus haben sie nicht mehr viel zu tun. Das gilt auch für die beiden Kommissare der Kripo Hofheim, Pia Kirchhoff und Oliver von Bodenstein, die einander im Film fast 90 Minuten lang schnoddrig schroff angiften. Dazu macht ein von der Drehbuchautorin dazugedichtetes Trauma, das mehrfach für Flashbacks einer Vergewaltigung sorgt, Pia Kirchhoff schwer zu schaffen. Der dramaturgische Sinn dessen erschließt sich nicht.“

„‚Schneewittchen muss sterben‘ ist ein Film, der Lichtjahre zu spät kommt. Ohne jegliches Gespür für Stoff, Figuren und Atmosphäre hat Manfred Stelzer – kein schlechter seines Fachs – das mit seltsamen Sätzen und banalen Geheimniskrämereien überfrachtete Buch inszeniert. […] Müssen denn alle Krimiromane (deren Rechte bezahlbar sind) verfilmt werden? ‚Da stimmt doch alles hinten und vorne nicht‘, befindet einer der Figuren.“

„Blasser (Fernseh-)Krimi, dessen uninspiriertem Buch weder die Regie noch die Darsteller viel abgewinnen können.“